# Scylla (nimf)

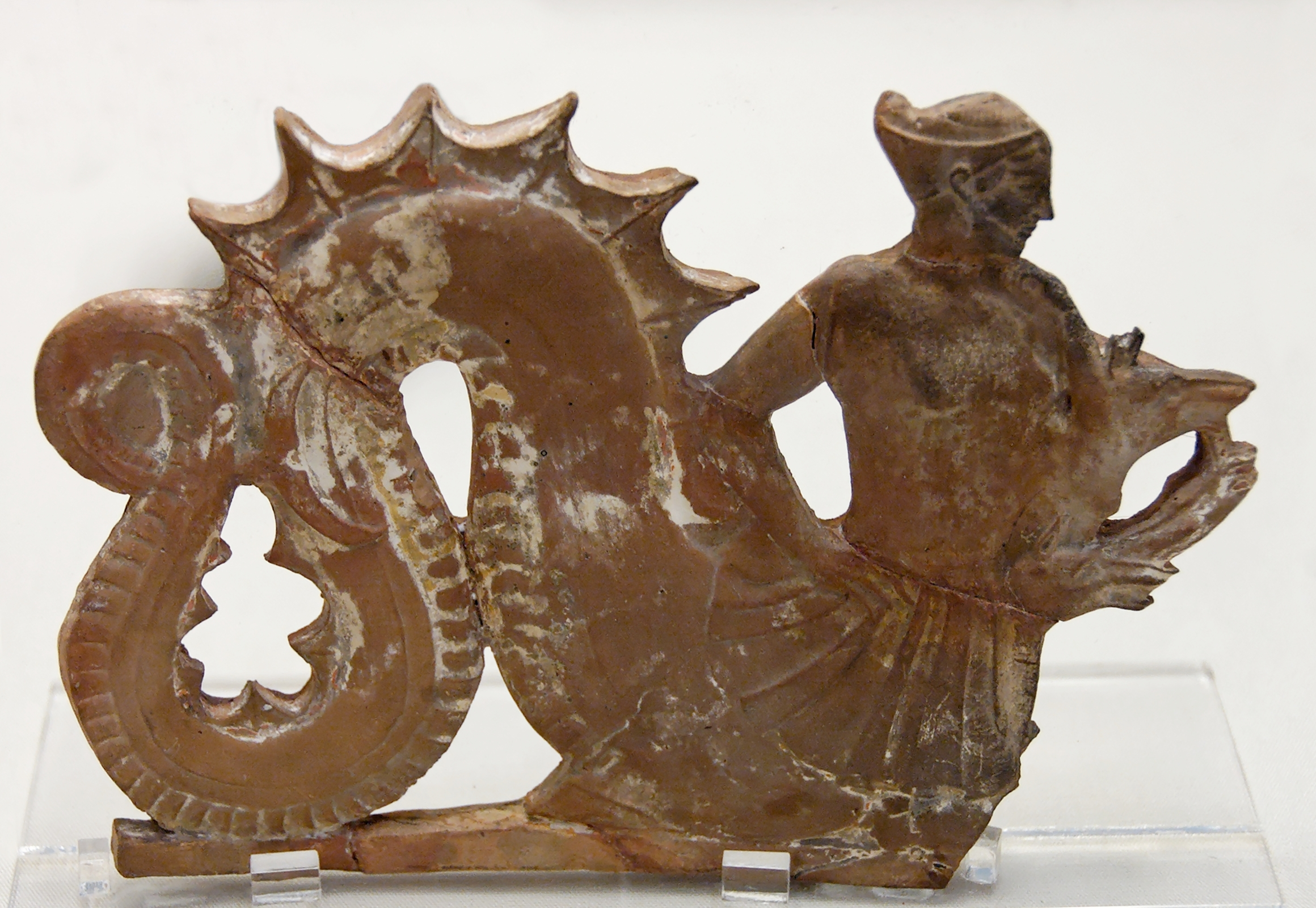
Scylla, 460-450 v.Chr.

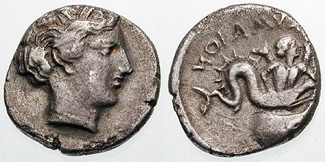
Scylla, 420-380 v.Chr.

Skylla of Scylla (Grieks: Σκύλλα) was een zeemonster uit de Griekse mythologie. Ze was een van de Phorceïden, de kinderen van Phorcys en Ceto. Scylla was ooit een knappe nimf, maar toen Glaucus haar de liefde verklaarde, veranderde Circe haar uit jaloezie in een monster met de romp en het hoofd van een vrouw, maar uit haar zij groeiden zes hondenkoppen met daarin drie rijen tanden, zij had twaalf poten en haar lichaam eindigde in een vissenstaart.
Zeelui die Scylla passeerden, moesten oppassen niet zo ver uit haar buurt te varen dat ze in de draaikolk van Charybdis terechtkwamen; Charybdis was een zeemonster dat tegenover Scylla huisde. De bekendste slachtoffers van Scylla zijn enkele van de matrozen van het schip van Odysseus. De Argonauten passeerden Scylla zonder slag of stoot, doordat zij geleid werden door de Nereïde Thetis.
Van oudsher nam men aan dat Scylla en Charybdis in de Straat van Messina (tussen Italië en Sicilië) huisden, maar recentelijk hebben onderzoekers aanwijzingen gevonden dat de Grieken dachten dat de monsters bij Kaap Skilla in het noordwesten van Griekenland woonden.

## Trivia
- De naam Scylla komt men in Nederland nog steeds tegen. Er zijn enkele sportverenigingen die de naam Scylla dragen. Scylla was tevens de naam van een misdaadorganisatie in de politieserie Unit 13 en ook de naam van een geheime database in de tv-serie Prison Break. In een andere tv-serie, Arrow, was Scylla de codenaam van een Russisch snelvuurkanon.
- Zich "tussen Scylla en Charybdis" bevinden is ook een klassieke metafoor om een dilemma aan te duiden.[1]
- In de tekst van het nummer Wrapped Around Your Finger van de popgroep The Police komen Scylla en Charybdis langs: "You consider me the young apprentice, Caught between the Scylla and Charibdes" zijn de eerste twee zinnen van het lied.
- Scylla heeft haar eigen lied in Epic: The Musical, in het lied 'Scylla', waar Odysseus en zijn matrozen het monster confronteren.

## Gerelateerde onderwerpen
- Odysseus
- Argonauten
- Charybdis (mythologie)

- Bibliothèque nationale de France: cb11968447s (data)
- Gemeinsame Normdatei: 1177950022
- Library of Congress Control Number: sh88002939
- Nationale Bibliotheek van Tsjechië: jo20191024561
- Nationale Bibliotheek van Israël: 987007539258205171
- Système universitaire de documentation: 078600693
- Virtual International Authority File: 202065436